# La Mauvaise Réputation
Pour les articles homonymes, voir La Mauvaise Réputation (homonymie).
Pistes de La Mauvaise Réputation
Le Parapluie
La Mauvaise Réputation est une chanson de Georges Brassens sortie en 1952, éponyme de l'album dont elle est le premier titre. Elle est interdite d'antenne à la RTF lors de sa sortie.

## Résumé et structure formelle
Dans un village, la population apprécie peu le mode de vie d'un anticonformiste tranquille, qui refuse d'assister à la fête nationale du 14 Juillet ou qui laisse filer les voleurs de pommes.
Cette chanson est composée de quatre couplets formés d'octosyllabes et, plus rarement, de décasyllabes, avec parfois des élisions pour respecter la métrique (ce qui accentue l'oralité du texte, en renforçant le côté familier que peut par exemple procurer l'usage du mot « cul-terreux ») ; plusieurs rimes sont basées sur des assonances. Par exemple :
Je ne fais pourtant de tort à personne

En suivant les ch’mins qui n’mènent pas à Rome
Le refrain est composé de six vers : les quatre premiers sont fixes et les deux derniers légèrement variables ; Brassens dit d'abord que tous « les braves gens n'aiment pas que l'on suive une autre route qu'eux », sauf les handicapés, qui ne peuvent pas lui nuire. Comme les malheurs décrits par les refrains sont de pire en pire (« tout le monde médit de moi », « tout le monde me montre au doigt », « tout le monde se rue sur moi » et pour finir « tout le monde viendra me voir pendu »), Brassens chante que seuls les muets ne médiront pas de lui, que seuls les manchots ne le montreront pas du doigt, que seuls les culs-de-jatte ne se rueront pas sur lui, et que seuls les aveugles ne le verront pas pendu.

## Vocabulaire
Comme dans de nombreuses chansons suivantes, Georges Brassens mêle les registres de langue courant et familier (cul-terreux et patte, dans le sens de jambe) à un registre soutenu ou littéraire, voire désuet (coi). 
Il utilise également du vocabulaire venant de la Bible et du christianisme (Jérémie) et des expressions transformées (mon chemin de petit bonhomme au lieu de mon petit bonhomme de chemin et les chemins qui ne mènent pas à Rome au lieu de tous les chemins mènent à Rome).

## Thématiques
Dans la première strophe, le chanteur dit ne pas être apprécié par les gens de son village, qu'il fasse des efforts ou qu'il ne fasse rien.
Dans la deuxième, le chanteur exprime son refus de participer à la fête nationale en préférant « son lit douillet » à « la musique qui marche au pas ». Par ces quelques vers Brassens illustre à la fois son antimilitarisme et son anticonformisme.
Dans la troisième strophe, le chanteur montre comment il défend les pauvres face à ceux qui possèdent un peu plus de richesses ; il n'hésite donc pas à faire un croc-en-jambe au « cul-terreux » qui poursuit un voleur de pomme.
Dans la dernière strophe, Brassens indique que, sans même avoir besoin de disposer des dons du prophète Jérémie (qui prédisit plusieurs grandes catastrophes), il entrevoit clairement le destin des marginaux : bien que leur seul tort soit de ne pas vouloir aller là où tous se rendent (c.-à-d. : ne pas suivre l'un de ces nombreux chemins qui mènent à Rome), ceux-ci seront lynchés par la foule et tous viendront voir leurs cadavres (« Sauf les aveugl’s, bien entendu »).

## Diffusion sur les ondes
Cette chanson a d'abord été interdite d'antenne (censurée) pendant plusieurs années à cause des positions qu'elle exprimait : critique des bourgeois et de l'autorité, et éloge de la marginalité. Le chanteur se moque en particulier de tous ces gens qui, quelle que soit leur classe sociale, le mettront à mort et y prendront plaisir.

## Reprises
En 1971, Françoise d'Eaubonne écrit un hymne pour le Front homosexuel d'action révolutionnaire reprenant l'air et détournant les paroles de La Mauvaise Réputation.
En 1979, Paco Ibáñez inclut La mala reputación dans son album Paco Ibáñez canta Brassens. Le titre en a été traduit antérieurement en castillan par Pierre Pascal.
En 1998, le groupe Sinsemilia reprend La Mauvaise Réputation dans son album Résistances.
En 2003, Les Wriggles enregistrent cette chanson au théâtre de la Cigale (album : Les Wriggles à la Cigale).
En 2005, la chanteuse brésilienne Bïa en fait une adaptation en portugais, intitulée A má reputação pour son album Cœur vagabond - Coração vagabundo - Coração vagabundo.
En 2007, Tété et Sanseverino reprennent la chanson en duo dans l'émission Taratata.
En 2008, la chanteuse franco-camerounaise Sandra Nkaké reprend cette chanson sur son album Mansaadi.
En 2011, Danyèl Waro chante une version en créole réunionnais sur l'album de reprises Brassens, Échos du monde.
En 2015, le rappeur Nekfeu sample certaines paroles "Mais les braves gens n'aiment pas que, L'on suive une autre route qu'eux" dans sa chanson La ballade du Frémont, en feat avec Doums, lors de la réédition de son album Feu.,
En 2018, Kendji Girac y fait référence dans sa chanson Pour Oublier (Comme dirait Georges, ça va de soi ou encore Comme dirait Georges, bien entendu).
En 2020, Babalon Blues réalise une version espagnole avec un style blues rock et adaptant des fragments de la chanson Je cherche après Titine interprétée par Charles Chaplin pour son film Les Temps Modernes
En 2021, The Doug reprend La Mauvaise Réputation dans le cadre du projet de La Coopérative de mai L'Auvergnat chante Brassens.
Maxime Le Forestier reprend plusieurs fois le titre dans ses albums en hommage à Georges Brassens, comme Le Cahier (40 chansons de Brassens en public) ou Le Forestier chante Brassens (intégrale).
Dans son livre La Soupe aux choux, René Fallet (ami intime de Brassens) commence son livre par « Au village, sans prétention […] », comme un clin d'œil à la chanson.